# بوگولین
بوگولین (به بلغاری: Bogolin) یک منطقهٔ مسکونی در بلغارستان است که در شهرستان ساتووچا واقع شده‌است.
 بوگولین ۵٫۳۴۴ کیلومتر مربع مساحت و ۴۵۱ نفر جمعیت دارد و ۹۴۷ متر بالاتر از سطح دریا واقع شده‌است.